# Cristóbal Salvago
Cristóbal Salvago (Corona de Castilla c. 1490s - San Salvador, Reino de Guatemala c. 1560) fue un militar español que participó en la conquista de lo que hoy es El Salvador, en donde además fue uno de los refundadores de la villa de San Salvador, en la que ocupó diversos cargos concejiles.

## Biografía
Cristóbal Salvago nacería en algún lugar indeterminado de la Corona de Castilla de la Monarquía Hispánica por la década de 1490s; varios años después se embarcaría al continente americano, donde formaría parte del contingente que liderados por Jorge de Alvarado se movilizará en 1527 desde la gobernación de Nueva España (lo que había sido el Imperio azteca) hacia la gobernación de Guatemala; en donde participaría en las batallas contras los cakchiqueles.
En el año de 1528 formaría parte de la expedición liderada por Diego de Alvarado que finalizaría la conquista del Señorío de Cuzcatlán y que restablecería la villa de San Salvador; en la que sería uno de los regidores de la primera municipalidad de la villa.
En 1530 volvería a desempeñarse como regidor de la villa de San Salvador, y ese mismo año formaría parte de la expedición liderada por Luis de Moscoso que se encargaría de la conquista del territorio de Popocatepet (actual zona oriental salvadoreña) y la fundación de la villa de San Miguel de la Frontera, y participaría en las batallas contra el peñón de Usulután donde recibiría una pedrada que le quebraría la nariz.
Para 1532, como vecino de la villa de San Salvador, tenía por encomienda las poblaciones nahuas de Xacayatepeque (actual Jayaque), y Chilteupa (actual Chiltiupán), y la población lenca de Xaratena (actual Chalatenango). En 1537 y 1541 fue regidor en la villa de San Salvador, en 1544 fue uno de los alcaldes ordinarios de la villa; para el año de 1548 tení por encomiendas las mismas poblaciones de 1532 y además la población de Sensuntepeque.
En 1554 su hijo Gaspar Salvagó realizó ante el alcalde ordinario de San Salvador Ambrosio Méndez la probanza de méritos de su progenitor. En 1558, Cristóbal Salvago volvería a ejercer como regidor de la villa; fallecería alrededor del año de 1560. Posteriormente en 1570 su hijo Gaspar volvería a realizar la probanza de méritos de su progenitor ante el alcalde ordinario de San Salvador Hernando Bermejo.